# 쿠보 아키라

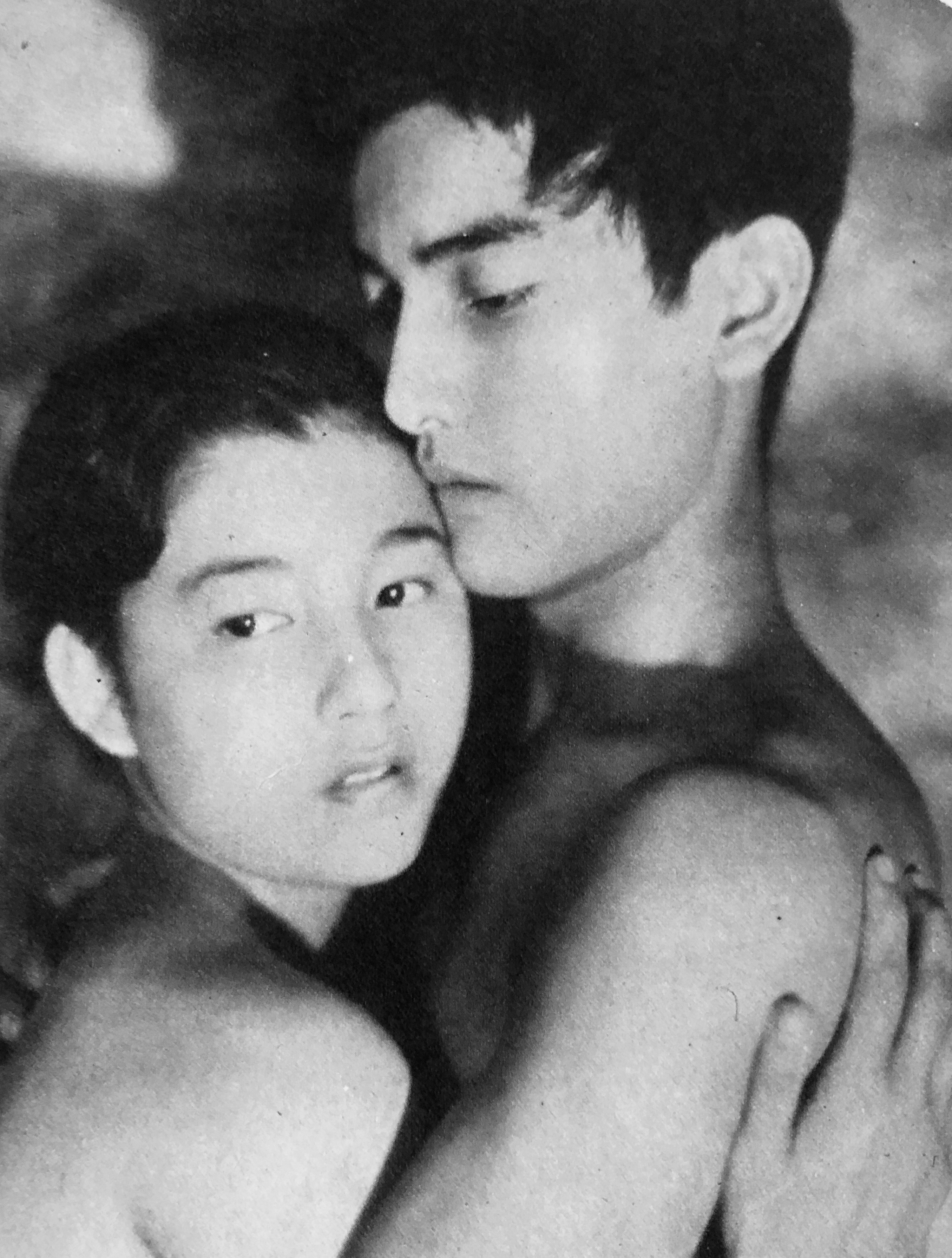

쿠보 아키라(Akira Kubo, 1936년 12월 1일 ~ )는 일본의 배우, 영화배우이다.
도쿄에서 태어났다.

## 영화
- 더 코드 (2008년)
- 아와 댄스 (2007년)
- 파워 오피스 걸 3 (2002년)
- 아이 러브 유 (1999년)
- 히로시마 (1995년)
- 가메라: 대괴수 공중결전 (1995년)
- 리큐 (1989년)
- 마루사의 여자 2 (1988년)
- 여교사 사냥 5 (1977년)
- 모래 그릇 (1974년)
- 스페이스 아메바 (1970년)
- 고질라 10 (1968년)
- 고질라 9 - 고질라 2세 (1967년)
- 고질라 7 - 고질라 대 몬스터 제로 (1965년)
- 마탄고 (1963년)
- 추신구라 - 47로닌 (1962년)
- 츠바키 산주로 (1962년)
- 거미의 성 (1957년) - 미키 요시테루 역